# تمرد الشحم
تمرد الشحم (بالفنلندية Läskikapina) حدث وقع في شمال فنلندا عام 1922. في الثاني من فبراير عبرت مجموعة مسلحة من أعضاء الحرس الأحمر الحدود الفنلندية السوفياتية بالقرب من كوولايارفي وسافوكوسكي. تقدموا إلى فناء قطع أشجار يملكه أو كيميوكي. احتجزوا رؤساء الفناء و استولوا على صندوق نقود.
استمد الحادث اسمه من وقوف زعيم الحرس الأحمر فرانس مورولاينن على صندوق كان يحتوي سابقاً على شحم أثناء إلقاءه خطاباً سـُمي 'إعلان معركة كتيبة حرب عصابات الحمراء الشمالية' . بعد الخطاب ، انضم نحو 300 عامل إلى الكتيبة وكانوا مسلحين و تحصلوا على المال. ثم قفلت الكتيبة راجعة نحو الحدود. في طريقها سلبت مجموعة من حرس الحدود و أماكن عمل أخرى. في السابع من فبراير ، عبرت الكتيبة و قوامها آنذاك حوالي 240 جندياً الحدود إلى الاتحاد السوفياتي. لم ترد معلومات عن الحادث إلا في روفانييمي في الخامس من فبراير ، و قد لاذت الكتيبة بالفرار قبل أن تصل مجموعة من الحرس الأبيض .